# دنیای ورزش
دنیای ورزش یک مجله ورزشی باسابقه در ایران بود که مؤسسه اطلاعات آن را از سال ۱۳۴۹ تا ۱۳۹۷ منتشر می‌کرد. نخستین شماره این نشریه در ۱۴ شهریور ۱۳۴۹ با صفحات رنگی منتشر شد. پیش از انقلاب، کیهان ورزشی و دنیای ورزش مهم‌ترین نشریات ورزشی ایران بودند. روند چاپ این نشریه به‌طور کامل و بعد از چهل و هشت سال در سال ۱۳۹۷ متوقف شد.
بنیانگذار و سردبیر مجله دنیای ورزش بیژن رفیعی بود که در۱۱ آذر ۱۴۰۲ در سن ۸۸ سالگی در آمریکا درگذشت. رضا قوی‌فکر دبیر انجمن پیشکسوتان مطبوعات در توضیح ویژگی‌های حرفه‌ای و شخصیتی بیژن رفیعی نوشته‌است:
«او هنگامی که ۳۱ سال بیشتر نداشت طرح انتشار مجله‌ای ورزشی را به عباس مسعودی مؤسس روزنامه اطلاعات داد که با استقبال وی روبه‌رو شد.»
مسعود مهرابی بین سال‌های ۱۳۵۶ تا ۱۳۵۷ جزو تحریریه این نشریه بوده‌است.
مجله کیهان ورزشی ۱۵ سال پیش از انتشار دنیای ورزش، به ابتکار صدرالدین الهی و کاظم گیلانپور در موسسه کیهان منتشر شده بود. کیهان ورزشی همچنان منتشر می‌شود.